# Résolution 278 du Conseil de sécurité des Nations unies
Membres permanents
- Chine (Taïwan)
- États-Unis
- France
- Royaume-Uni
- URSS

Membres non permanents
- Burundi
- Colombie
- Espagne
- Finlande
- Nicaragua
- Népal
- Pologne
- Sierra Leone
- Syrie
- Zambie

Résolution no 277 Résolution no 279
La résolution 278 du Conseil de sécurité des Nations unies est adoptée à l'unanimité lors de la 1 536e séance du Conseil de sécurité des Nations unies le 11 mai 1970,  après les déclarations des représentants de l'Iran et du Royaume-Uni, le Conseil a approuvé le rapport du Représentant personnel du Secrétaire général et s'est félicité de sa conclusion, en particulier du constat selon lequel "l'écrasante majorité de la population de Bahreïn souhaite obtenir la reconnaissance de son identité dans un État pleinement indépendant et souverain, libre de décider lui-même de ses relations avec les autres États".
Après la Seconde Guerre mondiale, le Bahreïn est devenu le centre de l'administration britannique du Golfe Persique inférieur. En 1968, lorsque le gouvernement britannique a annoncé sa décision de mettre fin aux relations conventionnelles avec les cheikdoms du golfe Persique, Bahreïn s'est joint au Qatar et aux sept États tutélaires (qui forment aujourd'hui les Émirats arabes unis) sous protection britannique dans un effort pour former une union des émirats arabes. Cependant, à la mi-1971, les neuf cheikhoms ne s'étaient toujours pas mis d'accord sur les termes de l'union. En conséquence, le Bahreïn a cherché à obtenir l'indépendance en tant qu'entité distincte, déclarant son indépendance le 15 août 1971 et devenant officiellement indépendant sous le nom d'État du Bahreïn le 16 décembre 1971.

### Sources
- (en) Cet article est partiellement ou en totalité issu de l’article de Wikipédia en anglais intitulé « United Nations Security Council Resolution 278 » (voir la liste des auteurs).

### Texte
- Résolution 278 Sur fr.wikisource.org
- Résolution 278 Sur en.wikisource.org